# Tasta reflexa
Tasta reflexa är en fjärilsart som beskrevs av Swinhoe 1902. Tasta reflexa ingår i släktet Tasta och familjen mätare. Inga underarter finns listade i Catalogue of Life.